# Florence + the Machine
Florence + the Machine (gesprochen Florence and the Machine) ist eine englische Band um die Singer-Songwriterin Florence Leontine Mary Welch (* 28. August 1986 in London) in Zusammenarbeit mit anderen Musikern. Das Debütalbum Lungs wurde am 6. Juli 2009 veröffentlicht und erreichte Platz eins im Vereinigten Königreich. Insgesamt wurden bisher weltweit über 6 Millionen Alben verkauft. Die Musik der Band ist eine Mischung aus Indie, Folk, Rock, Pop und Soul.

## Mitglieder
Leadsängerin der Band ist Florence Welch. Geboren und aufgewachsen in Camberwell, Südlondon, besuchte sie das dortige Camberwell College of Arts, an dem sie jedoch ihre Ausbildung im Bereich Art Foundation abbrach, um sich ihrer Musikkarriere zu widmen. In der Kategorie „Top 20 junger Musik-Millionäre unter 30“ im Jahr 2011 belegte Florence Welch mit 5 Millionen £ Platz 14 in Großbritannien.
Der Zusatz „The Machine“ bezieht sich auf Welchs langjährige Freundin und Mitbegründerin der Band Isabella Summers, die an dem Schreiben der ersten Songs beteiligt war und in der Begleitband Keyboard spielt. Diese kann manchmal nur aus Klavier und Schlagzeug bestehen, meistens sind jedoch mehr Musiker beteiligt, unter anderem solche, mit denen sie schon lange Zeit zusammen arbeitet. Im Moment besteht die Band aus acht weiteren Mitgliedern: Isabella Summers (Keyboard, Begleitgesang), Robert Ackroyd (Gitarre), Loren Humphrey (Schlagzeug), Tom Monger (Harfe, Xylophon), Hazel Mills (Keyboard, Begleitgesang), Aku Orraca-Tetteh (Percussion, Begleitgesang), Dionne Douglas (Violine, Begleitgesang) und Cyrus Bayandor (Bass).

## Geschichte

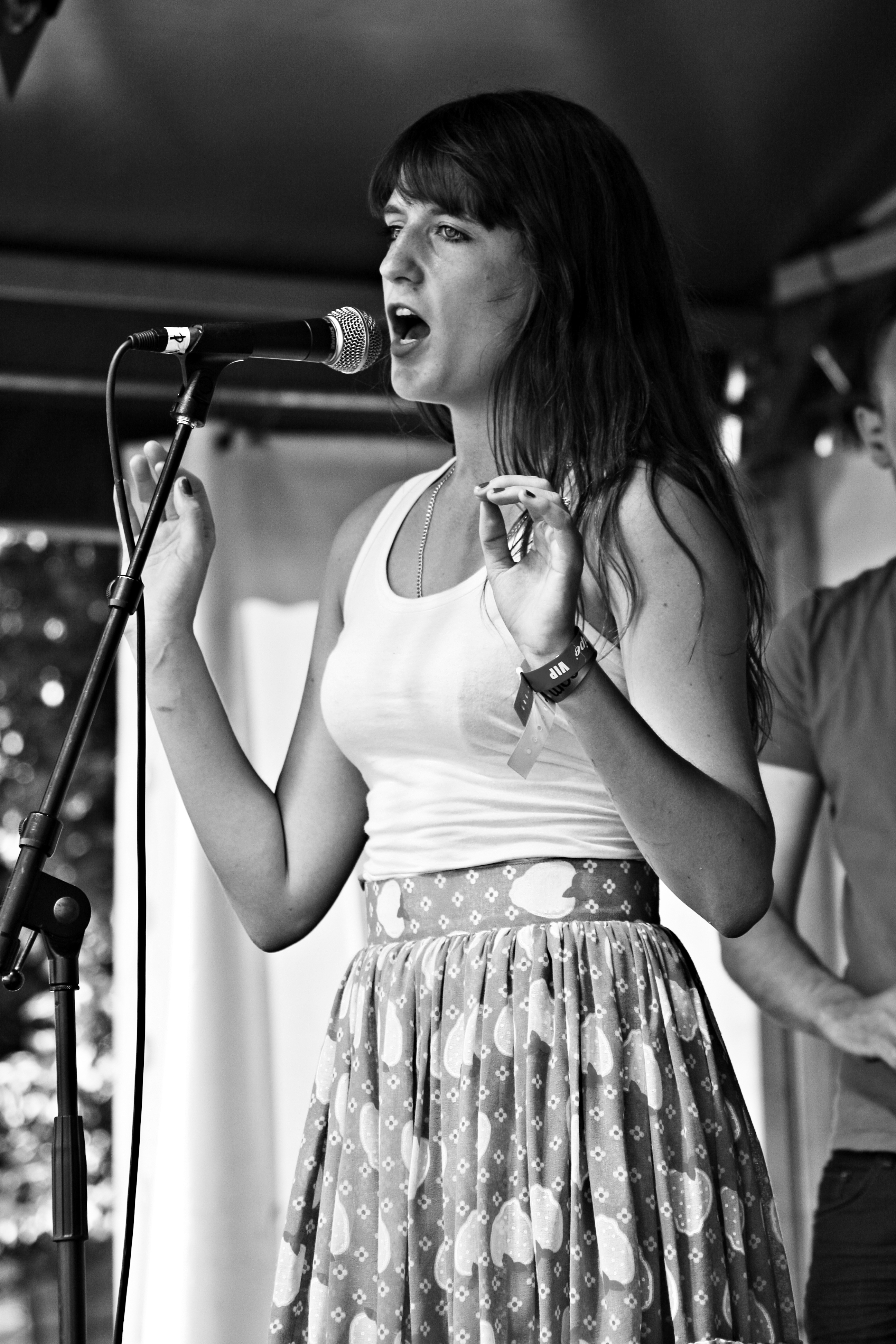
Florence Welch beim Shoreditch Festival 2007

### 2007: Gründung
Der Name der Band entstand durch eine frühere Zusammenarbeit von Welch mit Isabella Summers, die den Spitznamen „Machine“ bekam. Der erste Name „Florence Robot/Isa Machine“ entstand kurz vor Welchs erstem Auftritt, da ihr kein besserer Name einfiel. Da dieser Name ihr aber zu lang und unpassend erschien, wurde er später zu „Florence + the Machine“ gekürzt.
2007 nahm Welch Songs mit der Band Ashok auf, die auf deren Album erschienen. Auf diesem Album war der Song Happy Slap enthalten, die früheste Version der späteren Single Kiss With a Fist. Ende 2006 traf sie schließlich ihre heutige Managerin Mairead Nash, der sie auf einem Event betrunken auf die Toilette folgte und ihr dort Etta James’ Something’s Got a Hold on Me vorsang. Bekannt wurde sie durch ihre Auftritte bei BBC Introducing sowie als Vorband für MGMT. Es folgten Auftritte bei Musikfestivals in Glastonbury, Reading und Leeds.

### 2008–2010:LungsundBetween Two Lungs

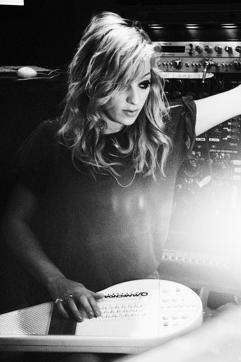
Isabella Summers aka Machine (2010)

Am 18. Februar 2009 wurde ihr der zweite „Critics Choice“-BRIT Award (den ersten erhielt 2008 die Sängerin Adele) verliehen, der nur Künstlern zuerkannt wird, die noch kein Debütalbum veröffentlicht haben. Dadurch gelangte sie zu großer Beliebtheit im Heimatland.
Das Debütalbum Lungs erschien am 6. Juli 2009 in Großbritannien und am 10. Juli 2009 in Deutschland. Das Album erreichte Platz 1 im Vereinigten Königreich und Platz 41 in Deutschland. Es erhielt den „MasterCard Best British Album“-Award bei den BRIT Awards 2010. Das große Debüt in den USA hatte die Band am 12. September 2010 mit ihrem Liveauftritt bei den MTV Video Music Awards 2010. Darauf folgten zahlreiche Live-TV-Performances, sodass das Album Lungs Platz 14 bei den US-amerikanischen Albumcharts erreichte. Zusätzlich wurde die Band als „Best New Artist“ bei den Grammy Awards 2011 nominiert.
Als erste Single aus Lungs erschien der Song Kiss With a Fist. Dieser ist Teil des Soundtracks von Wild Child, Jennifer’s Body sowie dem Film St. Trinians 2. Außerdem war er in den Fernsehserien 90210 sowie Saving Grace zu hören. Der Song erreichte Platz 51 der britischen Charts.
Als nächste Single wurde Dog Days Are Over veröffentlicht. Er wurde in zahlreichen Fernsehserien, unter anderem Gossip Girl, Skins und Glee verwendet, aber auch für den Film Eat Pray Love. In Großbritannien erreichte er Platz 23 der Charts. Zu weiterer Popularität gelangte der Song durch den Film Guardians of the Galaxy Vol. 3.
Die dritte Single war Rabbit Heart (Raise it Up), danach wurden Drumming Song und You’ve Got the Love, ein Cover von The Source und Candi Staton, veröffentlicht. You’ve Got the Love ist bisher die einzige Single des Albums, welche in Deutschland veröffentlicht wurde. Sie erreichte Platz 52 in Deutschland und Platz 5 in Großbritannien. Von diesem Song wurde auch ein Mashup zusammen mit dem britischen Rapper Dizzee Rascal mit dem Namen You’ve Got the Dirtee Love veröffentlicht. Am 5. Januar 2010 wurde der Song Hurricane Drunk als nächste Single angekündigt, welcher jedoch durch die Veröffentlichung einer neuen Version von Dog Days are Over, zusammen mit einem neuen Video, ersetzt wurde.
Als sechste und letzte Single erschien am 5. Juli 2010 der Song Cosmic Love. Dieser war in einer Vielzahl von Fernsehserien, unter anderem Grey’s Anatomy, Vampire Diaries und V – Die Besucher zu hören. Die Band spielt den Song außerdem in einer Akustikversion bei einem Cameo-Auftritt in der Fernsehserie Gossip Girl.
Am 12. Mai 2010 wurde bekannt gegeben, dass die Band einen Song mit dem Namen Heavy in Your Arms für den Soundtrack des dritten Films der Twilight-Saga, Eclipse – Biss zum Abendrot, bereitstellen würde. Dieser Song befindet sich auf der Neuveröffentlichung des Debütalbums, Between Two Lungs, welches am 24. September 2010 veröffentlicht wurde. Es enthält neben Heavy in Your Arms auch You’ve Got the Dirtee Love, sowie Remixe, Cover und zahlreiche Lieder des Auftritts auf dem iTunes Festival 2010. Des Weiteren wurde ein Remix des Songs I’m Not Calling You a Liar für das Videospiel Dragon Age 2 verwendet, bei dem er den Namen I’m Not Calling You a Liar (Dragon Age II: Varric’s Theme) trägt, verwendet. Der Song wurde vom Komponisten des Spiels produziert.

### 2011–2013:Ceremonials

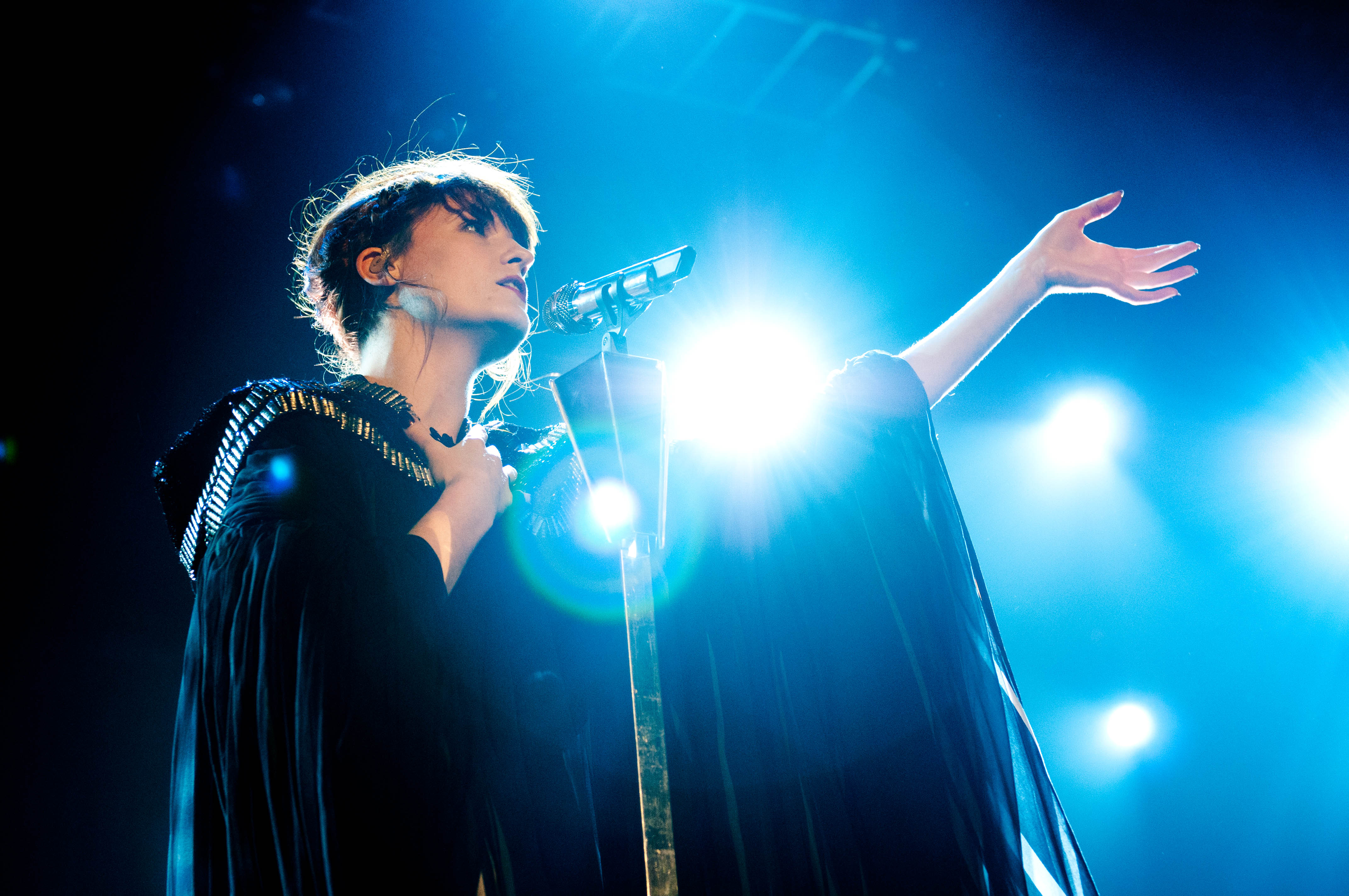
Florence Welch (2012)

Das zweite Album, erklärte Florence, habe sie im Mai 2011 in den Abbey Road Studios in London aufgenommen; es erschien am 28. Oktober 2011. Das Album ist als normale und limited Edition erhältlich. Das Album erreichte sofort nach seinem Erscheinen Platz 1 der britischen Charts. Innerhalb der ersten zwei Verkaufswochen setzte das Album weltweit über eine Million Exemplare ab und erreichte Platz 1 der Charts in Irland, Australien, Neuseeland und Großbritannien. Im Vereinigten Königreich wurde das Album mit Platin ausgezeichnet, in Irland erhielt es sogar dreifach Platin. Mittlerweile wurde das Album auch in Deutschland mit Gold und den USA mit Platin ausgezeichnet.
Als erste Single wurde am 23. August 2011 vorab der Song What the Water Gave Me digital veröffentlicht. Zu dem Titel wurde Welch laut eigenen Aussagen durch Bilder von Frida Kahlo sowie dem Selbstmord der britischen Schriftstellerin Virginia Woolf inspiriert.
Als erste offizielle Single wurde der Song Shake It Out am 14. September 2011 veröffentlicht. Damit trat sie am 10. Februar 2012 bei dem Finale von The Voice of Germany zum ersten Mal im deutschen Fernsehen auf, wobei das Lied im Duett gemeinsam mit der späteren Siegerin Ivy Quainoo gesungen wurde. Der Song wurde außerdem in der Fernsehserie How I Met Your Mother und Covert Affairs verwendet. Als zweite Single folgte No Light, No Light am 16. Januar 2012, die dritte Single des Albums Never Let Me Go wurde am 2. April 2012 veröffentlicht.
Im Februar 2012 wurde Florence auf Platz 60 der Liste der 100 Greatest Women In Music von VH1 geführt.
Am 29. Mai 2012 wurde der Song Breath of Life in den USA veröffentlicht, der Teil des offiziellen Soundtrack des Kinofilms Snow White and the Huntsman ist. Zu dem Song wurde Welch laut eigener Aussage durch die Rolle der bösen Königin in diesem Film inspiriert.
Am 8. Juli 2012 erschien Spectrum (Say My Name) und ein Remix des Songs von Calvin Harris als fünfte Single im Vereinigten Königreich. Regie des Videos führten David LaChapelle und John Byrne. Der Song erreichte direkt nach Veröffentlichung Platz 1 der britischen Charts sowie Platz 54 in Deutschland. Das ZDF verwendete den Song als Teil seiner Berichterstattung über die Olympischen Spiele 2012 in London.
Der Song Breaking Down erschien am 14. Oktober 2012 als sechste Single des Albums. Das offizielle Musikvideo feierte am 13. Juli 2012 Premiere. Zeitgleich wurde die von Calvin Harris produzierte Single Sweet Nothing veröffentlicht, wo Welch als Gastsängerin beteiligt ist. Der Song schaffte es auf Platz 19 in den deutschen Charts. Im Vereinigten Königreich und in Irland erreichte er die Spitzenposition.
Als siebte Single erschien am 4. Dezember 2012 eine speziell von Bandmitglied Chris Hayden bearbeitete Neufassung von Lover to Lover. Das Video mit Ben Mendelsohn wurde von Vincent Haycock gedreht.
Im Dezember 2012 wurde bekannt gegeben, dass das Album in der Kategorie Best Pop Vocal Album und der Song Shake It Out in der Kategorie Best Pop Duo/Group Performance für je einen Grammy nominiert wurden. Am 10. Januar 2013 folgte die Nominierung des Songs Spectrum (Say My Name) für einen Brit Award in der Kategorie Single Of The Year. Dies ist bereits die achte Nominierung der Band. Frontfrau Florence Welch wurde bei den NME Awards 2013 in der Kategorie Best Solo Artist ausgezeichnet und ihre Kollaboration mit Calvin Harris, Sweet Nothing, wurde als Best Dancefloor Anthem prämiert. Nach den beiden gewonnenen Awards Best Solo Artist und für Shake It Out in der Kategorie Best Track im Jahr 2012 ist dies die dritte Nominierung der Band.
Am 4. April 2013 gab die Band bekannt, dass sie für den Film Der große Gatsby von Baz Luhrmann den eigens dafür verfassten Song Over the Love beisteuern werde.

### 2014–2016:How Big, How Blue, How Beautiful
Im Juni 2014 verkündete Welch, dass sie mit der Arbeit an einem neuen Album begonnen habe. Im Februar 2015 wurde ein kurzes Musikvideo für den Titelsong des Albums How Big, How Blue, How Beautiful veröffentlicht. Am 12. Februar 2015 wurde schließlich die erste Single des Albums, What Kind of Man, vorgestellt. Das dazugehörige Video erschien noch am selben Tag. Der Song erreichte Platz 37 der britischen Charts, konnte sich aber in Deutschland nicht platzieren. Als nächste Single wurde am 8. April 2015 der Song Ship to Wreck veröffentlicht, welcher im Vereinigten Königreich bis auf Platz 27 stieg und in Deutschland Platz 81 erreichte. Weiterhin wurden die Songs Delilah und St. Jude als Promotion-Singles veröffentlicht. Das Album erschien am 29. Mai 2015 in Deutschland und am 1. Juni desselben Jahres in Großbritannien, wo es direkt auf Platz eins einstieg.

### 2017–2021:High as Hope

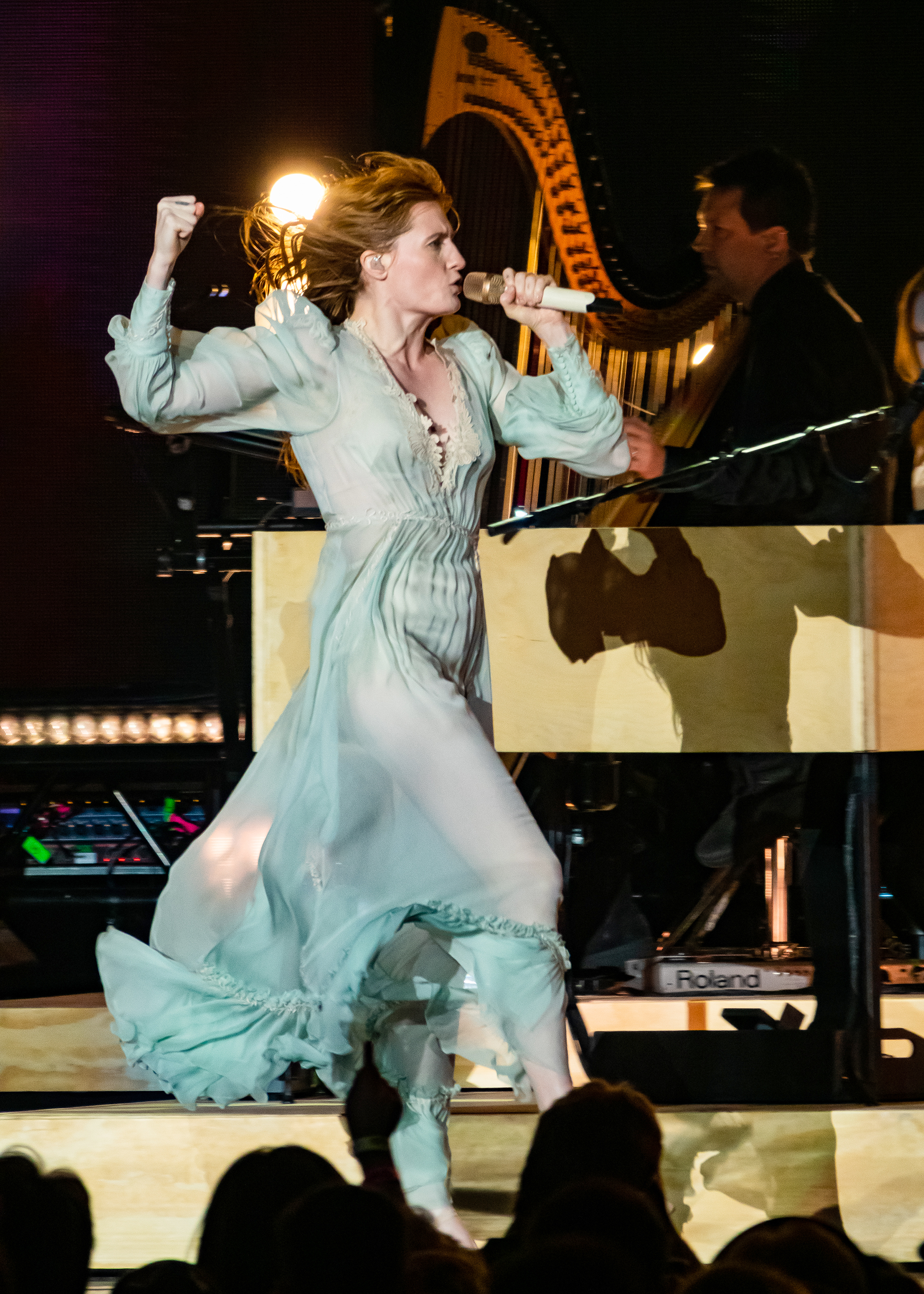
Florence Welch (2018)

Welch bestätigte am 27. Mai 2017, dass ein neues Album in Arbeit sei. Am 28. Februar 2018 gab der Schlagzeuger der Band, Christopher Hayden, bekannt, dass er die Band verlassen habe. Sky Full of Song, die erste Single aus dem Album, wurde am 12. April 2018 veröffentlicht, gefolgt von Hunger im Mai.
Unter dem Titel High as Hope erschien am 29. Juni 2018 das vierte Album der Band. Ihre dritte Single, Patricia, erschien am 10. August 2018.
Im September 2018 nahm die Band im Rahmen einer Spotify Singles Session eine Liveversion der Single Hunger und eine Coverversion von Cornflake Girl von Tori Amos auf.
Am 24. Januar 2019 veröffentlichten Florence and The Machine zwei neue Singles, Moderation (produziert von James Ford) und die B-Seite Haunted House (in Zusammenarbeit mit Matthew Daniel Siskin), die zuvor während der australischen High as Hope Tour live gespielt wurden. Beide Singles sind nicht auf dem Album High as Hope enthalten.
Für die zweite Folge der achten Staffel der Serie Game of Thrones, die am 21. April 2019 ausgestrahlt wurde, produzierten sie das Lied Jenny of Oldstones.
Am 17. April 2020 veröffentlichten Florence + the Machine als Reaktion auf die COVID-19-Pandemie das Lied Light of Love, das ursprünglich für High as Hope aufgenommen wurde. Dabei gaben sie bekannt, dass alle Einnahmen aus dieser Single an die Intensive Care Society, einen Zusammenschluss von Beschäftigten in der Intensivmedizin in Großbritannien, gespendet werden.
Im Mai 2021 veröffentlichte die Band das Lied Call Me Cruella für den Soundtrack der Kriminalkomödie Cruella. Welch nannte es die Erfüllung eines Kindheitstraums, ein Lied für eine Schurkin in einem Disney-Film zu produzieren.

### 2022–heute:Dance Fever
Am 23. Februar 2022 veröffentlichte die Band die Single King, in der klassische Geschlechtermodelle und das Frausein thematisiert werden. Zwei Wochen später am 7. März folgte die nächste Single Heaven Is Here. Beide Singles wurden parallel mit korrespondierenden Musikvideos von Autumn de Wilde veröffentlicht.
Die Veröffentlichung des fünften Albums Dance Fever wurde am 10. März 2022 angekündigt und soll am 13. Mai 2022 als CD, Kassette, Vinyl sowie digital stattfinden. Das Album und sein Titel wurden laut Welch vom Phänomen der Choreomanie inspiriert. Als weitere Einflüsse nennt Welch Folk und Dance sowie die Musik von Lucinda Williams, Emmylou Harris, Iggy Pop und Nick Cave. Das Album enthält die neben King und Heaven Is Here auch die dritte Single My Love, die zeitgleich veröffentlicht wurde. In den folgenden Wochen wurden außerdem zwei Remix-Versionen des Liedes zum Streaming und Download veröffentlicht: Am 1. April von Glass Animals und am 14. April von Meduza.
Am 20. April 2022 folgte die vierte Single Free. Im zugehörigen Musikvideo, bei dem wiederum Autumn de Wilde Regie führte, tritt neben Florence Welch als sie selbst Bill Nighy als „Ihre Angst“ auf.

## Einfluss
Florence Welch wurde mit Sängerinnen wie Kate Bush, Siouxsie Sioux, PJ Harvey, Tori Amos, Björk und Aretha Franklin verglichen. Auch Welch selbst nennt Kate Bush und Annie Lennox „mit ihren theatralischen Songs“ sowie den „großen Pop der Achtziger Jahre“ als Einflüsse auf ihre Musik. In einem Interview bezeichnete Welch Grace Slick als ihren Einfluss und als ihre „Heldin“. Welch erklärte, dass sich ihre Texte auf Künstler der Renaissance beziehen: „Wir haben es mit genau den gleichen Dingen zu tun, wie sie – Liebe und Tod, Zeit und Schmerz, Himmel und Hölle“, zu ihrem Erfolg sagte sie: „Ich habe Glück, dass es wieder ein enormes Aufkommen an weiblichen Performern zu geben scheint. Meine Vorbilder waren immer Frauen wie Kate Bush, Stevie Nicks und Siouxsie Sioux. Wer wäre nicht stolz darauf, diese Tradition fortzusetzen?“

## Diskografie
Studioalben

| Jahr | Titel Musiklabel                                      | Höchstplatzierung, Gesamtwochen, AuszeichnungChartplatzierungen (Jahr, Titel, Musiklabel, Platzierungen, Wochen, Auszeichnungen, Anmerkungen) | Höchstplatzierung, Gesamtwochen, AuszeichnungChartplatzierungen (Jahr, Titel, Musiklabel, Platzierungen, Wochen, Auszeichnungen, Anmerkungen) | Höchstplatzierung, Gesamtwochen, AuszeichnungChartplatzierungen (Jahr, Titel, Musiklabel, Platzierungen, Wochen, Auszeichnungen, Anmerkungen) | Höchstplatzierung, Gesamtwochen, AuszeichnungChartplatzierungen (Jahr, Titel, Musiklabel, Platzierungen, Wochen, Auszeichnungen, Anmerkungen) | Höchstplatzierung, Gesamtwochen, AuszeichnungChartplatzierungen (Jahr, Titel, Musiklabel, Platzierungen, Wochen, Auszeichnungen, Anmerkungen) | Anmerkungen                                                  |
| Jahr | Titel Musiklabel                                      | DE | AT | CH | UK | US | Anmerkungen                                                  |
| ---- | ----------------------------------------------------- | --- | --- | --- | --- | --- | ------------------------------------------------------------ |
| 2009 | Lungs / Between Two Lungs Moshi Moshi Records (UMG)   | DE41 Platin · (10 Wo.)DE | AT73 (1 Wo.)AT | CH54 (5 Wo.)CH | UK1 ×6Sechsfachplatin · (196 Wo.)UK | US14 ×2Doppelplatin · (131 Wo.)US | Erstveröffentlichung: 3. Juli 2009 Verkäufe: + 4.645.000     |
| 2011 | Ceremonials Luv Luv Luv (UMG)                         | DE7 Gold · (53 Wo.)DE | AT12 Gold · (27 Wo.)AT | CH10 (46 Wo.)CH | UK1 ×3Dreifachplatin · (75 Wo.)UK | US6 Platin · (77 Wo.)US | Erstveröffentlichung: 28. Oktober 2011 Verkäufe: + 2.530.000 |
| 2015 | How Big, How Blue, How Beautiful Island Records (UMG) | DE3 Gold · (19 Wo.)DE | AT2 Gold · (21 Wo.)AT | CH1 (21 Wo.)CH | UK1 Platin · (43 Wo.)UK | US1 Gold · (23 Wo.)US | Erstveröffentlichung: 29. Mai 2015 Verkäufe: + 1.072.500     |
| 2018 | High as Hope Virgin EMI (UMG)                         | DE5 (9 Wo.)DE | AT3 (7 Wo.)AT | CH2 (9 Wo.)CH | UK2 Gold · (20 Wo.)UK | US2 (5 Wo.)US | Erstveröffentlichung: 29. Juni 2018 Verkäufe: + 117.500      |
| 2022 | Dance Fever Polydor (UMG)                             | DE2 (9 Wo.)DE | AT4 (5 Wo.)AT | CH7 (3 Wo.)CH | UK1 Gold · (7 Wo.)UK | US7 (3 Wo.)US | Erstveröffentlichung: 13. Mai 2022 Verkäufe: + 100.000       |

## Auszeichnungen und Nominierungen

### Brit Awards
| Jahr | Nominierte Arbeit                | Kategorie                            | Ergebnis  |
| ---- | -------------------------------- | ------------------------------------ | --------- |
| 2009 | Florence + the Machine           | Critics’ Choice                      | Gewonnen  |
| 2010 | Florence + the Machine           | British Female Solo Artist           | Nominiert |
| 2010 | Florence + the Machine           | British Breakthrough Act             | Nominiert |
| 2010 | Lungs                            | Mastercard British Album of the Year | Gewonnen  |
| 2011 | You’ve Got the Love              | British Single                       | Nominiert |
| 2012 | Florence + the Machine           | British Female Solo Artist           | Nominiert |
| 2012 | Ceremonials                      | MasterCard British Album of the Year | Nominiert |
| 2013 | Spectrum (Say My Name)           | British Single                       | Nominiert |
| 2016 | Florence + the Machine           | British Female Solo Artist           | Nominiert |
| 2016 | How Big, How Blue, How Beautiful | MasterCard British Album of the Year | Nominiert |

### Grammy Awards
| Jahr | Nominierte Arbeit                   | Kategorie                                    | Ergebnis  |
| ---- | ----------------------------------- | -------------------------------------------- | --------- |
| 2011 | Florence + the Machine              | Best New Artist                              | Nominiert |
| 2013 | Shake It Out                        | Best Pop Duo/Group Performance               | Nominiert |
| 2013 | Ceremonials                         | Best Pop Vocal Album                         | Nominiert |
| 2014 | „Sweet Nothing“ (mit Calvin Harris) | Best Dance Recording                         | Nominiert |
| 2014 | The Great Gatsby (Deluxe Edition)   | Best Compilation Soundtrack For Visual Media | Nominiert |
| 2016 | Ship to Wreck                       | Best Pop Duo/Group Performance               | Nominiert |
| 2016 | How Big, How Blue, How Beautiful    | Best Pop Vocal Album                         | Nominiert |
| 2016 | How Big, How Blue, How Beautiful    | Best Recording Package                       | Nominiert |
| 2016 | What Kind of Man                    | Best Rock Song                               | Nominiert |
| 2016 | What Kind of Man                    | Best Rock Performance                        | Nominiert |

### MTV
MTV Europe Music Awards
| Jahr | Nominierte Arbeit      | Kategorie                   | Ergebnis  |
| ---- | ---------------------- | --------------------------- | --------- |
| 2009 | Florence + the Machine | Best UK and Ireland New Act | Nominiert |
| 2011 | Florence + the Machine | Best UK and Ireland New Act | Nominiert |
| 2012 | Florence + the Machine | Best Alternative Artist     | Nominiert |
| 2015 | Florence + the Machine | Best Alternative Artist     | Nominiert |

MTV Video Music Awards
| Jahr | Nominierte Arbeit | Kategorie                      | Ergebnis  |
| ---- | ----------------- | ------------------------------ | --------- |
| 2010 | Dog Days Are Over | Video of the Year              | Nominiert |
| 2010 | Dog Days Are Over | Best Rock Video                | Nominiert |
| 2010 | Dog Days Are Over | Best Art Direction in a Video  | Gewonnen  |
| 2010 | Dog Days Are Over | Best Cinematography in a Video | Nominiert |

MTV Video Music Awards Japan
| Jahr | Nominierte Arbeit                 | Kategorie              | Ergebnis  |
| ---- | --------------------------------- | ---------------------- | --------- |
| 2013 | Breath of Life                    | Best Video from a Film | Nominiert |
| 2013 | Sweet Nothing (mit Calvin Harris) | Best Collaboration     | Nominiert |
| 2015 | Ship to Wreck                     | Best Rock Video        | Nominiert |

### Andere Auszeichnungen
| Jahr | Auszeichnung                            | Nominierte Arbeit                         | Kategorie                                      | Ergebnis                |
| ---- | --------------------------------------- | ----------------------------------------- | ---------------------------------------------- | ----------------------- |
| 2009 | BBC Sound of 2009                       | Florence + the Machine                    | Sound of 2009                                  | Nominiert Dritter Platz |
| 2009 | Mercury Prize                           | Lungs                                     | Mercury Prize                                  | Nominiert               |
| 2009 | Studio8 Media International Music Award | Florence + the Machine                    | Female Voice of July 2009                      | Gewonnen                |
| 2009 | Studio8 Media International Music Award | Rabbit Heart (Raise It Up)                | Song of July 2009                              | Gewonnen                |
| 2009 | Q Award                                 | Lungs                                     | Best Album                                     | Nominiert               |
| 2009 | Q Award                                 | Drumming Song                             | Best Video                                     | Nominiert               |
| 2009 | Q Award                                 | Florence + the Machine                    | Breakthrough Artist                            | Nominiert               |
| 2009 | UK Festival Awards                      | Florence + the Machine                    | Best Breakthrough Act                          | Gewonnen                |
| 2009 | UK Festival Awards                      | Rabbit Heart (Raise It Up)                | Anthem of the Year                             | Nominiert               |
| 2009 | UK Festival Awards                      | Florence + the Machine                    | Festival Fitty of the Year – Girls             | Nominiert               |
| 2009 | UK Music Video Awards                   | Drumming Song                             | Best Pop Video                                 | Nominiert               |
| 2009 | UK Music Video Awards                   | Drumming Song                             | Best Styling in a Video                        | Gewonnen                |
| 2009 | UK Music Video Awards                   | Rabbit Heart (Raise It Up)                | Best Styling in a Video                        | Nominiert               |
| 2010 | South Bank Show                         | Florence + the Machine                    | South Bank Show Award                          | Gewonnen                |
| 2010 | Glamour Women of the Year Awards        | Florence + the Machine                    | Band of the Year                               | Gewonnen                |
| 2010 | Meteor Ireland Music Awards             | Lungs                                     | Best International Album                       | Nominiert               |
| 2010 | Meteor Ireland Music Awards             | Florence + the Machine                    | Best International Band                        | Gewonnen                |
| 2010 | Meteor Ireland Music Awards             | Florence + the Machine                    | Best International Live Performance            | Nominiert               |
| 2010 | Elle Style Awards                       | Florence + the Machine                    | Musician of the Year                           | Gewonnen                |
| 2010 | Shockwaves NME Awards                   | Florence + the Machine                    | Best Solo Artist                               | Nominiert               |
| 2010 | Shockwaves NME Awards                   | Rabbit Heart (Raise It Up)                | Best Track                                     | Nominiert               |
| 2010 | Shockwaves NME Awards                   | You’ve Got the Love                       | Best Dancefloor Filler                         | Nominiert               |
| 2010 | Shockwaves NME Awards                   | Florence Welch                            | Best Dressed                                   | Nominiert               |
| 2010 | MOJO Awards                             | Florence + the Machine                    | Breakthrough Act                               | Nominiert               |
| 2010 | MOJO Awards                             | Florence + the Machine                    | Best Live Act                                  | Nominiert               |
| 2010 | MOJO Awards                             | You’ve Got the Love                       | Song of the Year                               | Nominiert               |
| 2010 | MOJO Awards                             | Lungs                                     | Best Album                                     | Nominiert               |
| 2010 | BT Digital Music Awards                 | Florence + the Machine                    | Best Female Artist                             | Nominiert               |
| 2010 | BT Digital Music Awards                 | You’ve Got the Love                       | Best Song                                      | Nominiert               |
| 2010 | Q Award                                 | Florence + the Machine                    | Best Female                                    | Gewonnen                |
| 2010 | Q Award                                 | You’ve Got the Love                       | Best Song                                      | Gewonnen                |
| 2010 | UK Music Video Awards                   | Dog Days Are Over                         | Best Pop Video                                 | Nominiert               |
| 2010 | UK Music Video Awards                   | Dog Days Are Over                         | Best Styling in a Video                        | Nominiert               |
| 2010 | UK Festival Awards                      | You’ve Got the Love                       | Anthem of the Year                             | Gewonnen                |
| 2010 | UK Festival Awards                      | Florence + the Machine                    | Feel-Good Act of the Summer                    | Nominiert               |
| 2010 | 4Music Video Honours                    | Dog Days Are Over                         | Best Video of 2010                             | Nominiert               |
| 2010 | European Festival Awards                | You’ve Got the Love                       | Anthem of the Year                             | Nominiert               |
| 2010 | European Festival Awards                | Florence + the Machine                    | Best Newcomer                                  | Gewonnen                |
| 2011 | Virgin Media Music Awards               | Florence + the Machine                    | Hottest Women                                  | Nominiert               |
| 2011 | Virgin Media Music Awards               | You Got The Dirtee Love mit Dizzee Rascal | Best Collaboration                             | Nominiert               |
| 2011 | Virgin Media Music Awards               | Dog Days Are Over                         | Best Video                                     | Nominiert               |
| 2011 | Virgin Media Music Awards               | Florence Welch                            | Best Live Act                                  | Nominiert               |
| 2011 | Virgin Media Music Awards               | Florence Welch                            | Shameless Publicity Seeker                     | Nominiert               |
| 2011 | Shockwaves NME Awards                   | Florence + the Machine                    | Best Solo Artist                               | Nominiert               |
| 2011 | International Dance Music Awards        | Dog Days Are Over (Yeasayer Remix)        | Best Alternative/Rock Dance Track              | Nominiert               |
| 2011 | International Dance Music Awards        | Florence + the Machine                    | Best Break-Through Artist (Group)              | Nominiert               |
| 2011 | Glamour Women of the Year Awards        | Florence + the Machine                    | Best Band                                      | Nominiert               |
| 2011 | Billboard Music Awards                  | Dog Days Are Over                         | Top Rock Song                                  | Nominiert               |
| 2011 | Billboard Music Awards                  | Dog Days Are Over                         | Top Alternative Song                           | Nominiert               |
| 2012 | Elle Style Awards                       | Florence + the Machine                    | Best Music Act                                 | Gewonnen                |
| 2012 | Shockwaves NME Awards                   | Florence + the Machine                    | Best Solo Artist                               | Gewonnen                |
| 2012 | Shockwaves NME Awards                   | Shake It Out                              | Best Track                                     | Gewonnen                |
| 2012 | Shockwaves NME Awards                   | Florence + the Machine                    | Hottest Female                                 | Nominiert               |
| 2012 | ARIA Awards                             | Florence + the Machine                    | Best International Artist                      | Nominiert               |
| 2012 | World Soundtrack Awards                 | Breath of Life                            | Best Original Song Written Directly for a Film | Nominiert               |
| 2012 | UK Music Video Awards                   | Shake It Out                              | Best Editing in a Video                        | Nominiert               |
| 2012 | Q Award                                 | Florence Welch                            | Best Solo Artist                               | Nominiert               |
| 2012 | Q Award                                 | Shake It Out                              | Best Track                                     | Nominiert               |
| 2012 | Ivor Novello Award                      | Shake It Out                              | Best Song Musically and Lyrically              | Nominiert               |
| 2013 | Shockwaves NME Awards                   | Florence Welch                            | Best Solo Artist                               | Gewonnen                |
| 2013 | Shockwaves NME Awards                   | Sweet Nothing mit Calvin Harris           | Best Dancefloor Anthem                         | Gewonnen                |
| 2013 | ECHO                                    | Florence + the Machine                    | Gruppe Rock/Pop International                  | Nominiert               |
| 2013 | UK Music Video Awards                   | Lover to Lover                            | Best Alternative Video – UK                    | Nominiert               |
| 2013 | UK Music Video Awards                   | Lover to Lover                            | Best Cinematography in a Video                 | Nominiert               |
| 2013 | British Fashion Awards                  | Florence Welch                            | Best British Style                             | Nominiert               |
| 2014 | Music Of Ginger Origin Award            | Florence Welch                            | Best Honorary 'Redhead by Choice' Musician     | Gewonnen                |
| 2014 | World Music Awards                      | Florence Welch                            | World’s Best Entertainer                       | Nominiert               |
| 2014 | World Music Awards                      | Florence Welch                            | World’s Best Female Artist                     | Nominiert               |
| 2014 | World Music Awards                      | Florence Welch                            | World’s Best Live Act                          | Nominiert               |
| 2014 | World Music Awards                      | Florence + the Machine                    | World’s Best Live Act                          | Nominiert               |
| 2014 | World Music Awards                      | Florence + the Machine                    | World’s Best Group                             | Nominiert               |
| 2014 | World Music Awards                      | Ceremonials                               | World’s Best Album                             | Nominiert               |
| 2014 | World Music Awards                      | Sweet Nothing mit Calvin Harris           | World’s Best Song                              | Nominiert               |
| 2014 | World Music Awards                      | Sweet Nothing mit Calvin Harris           | World’s Best Video                             | Nominiert               |
| 2015 | UK Music Video Awards                   | Queen of Peace/Long & Lost                | Best Rock/Indie Video                          | Nominiert               |
| 2015 | UK Music Video Awards                   | What Kind of Man                          | Best Rock/Indie Video                          | Nominiert               |
| 2015 | UK Music Video Awards                   | Florence + the Machine                    | Best Artist                                    | Nominiert               |
| 2015 | UK Festival Awards                      | Florence + the Machine                    | Best Headline Performance (Glastonbury)        | Nominiert               |
| 2015 | Live Music Business Awards              | Florence + the Machine                    | Best Festival Performance (Glastonbury)        | Nominiert               |
| 2015 | People’s Choice Awards                  | Florence + the Machine                    | Favourite Group                                | Nominiert               |
| 2015 | British Fashion Awards                  | Florence Welch                            | Best British Style                             | Nominiert               |
| 2015 | Mercury Prize                           | How Big How Blue How Beautiful            | Album of the Year                              | Nominiert               |
| 2015 | European Festival Awards                | Ship to Wreck                             | Anthem of the Year                             | Nominiert               |
| 2015 | European Festival Awards                | Florence + the Machine                    | Headliner of the Year                          | Nominiert               |
| 2015 | BBC Music Awards                        | Florence + the Machine                    | British Artist of the Year                     | Nominiert               |
| 2015 | BBC Music Awards                        | Florence + the Machine                    | Live Performance of the Year                   | Nominiert               |